# جيم نيلسون
جيم نيلسون هو لاعب هوكي الجليد كندي، ولد في 28 نوفمبر 1941 في بيغ ريفر ‏ في كندا.

## وصلات خارجية
- جيم نيلسون على موقع دوري الهوكي الوطني (الإنجليزية)
- جيم نيلسون على موقع EliteProspects.com (الإنجليزية)
- جيم نيلسون على موقع HockeyDB.com (الإنجليزية)
- جيم نيلسون على موقع Hockey-Reference.com (الإنجليزية)